# Xian de Mainling
Le xian de Mainling (tibétain : སྨན་གླིང་རྫོང་།, Wylie : sman gling rdzong, pinyin tibétain : mainling zong, Translittération du Bokar : miling sên, chinois : 米林县) est un district administratif de la région autonome du Tibet en Chine. Il est placé sous la juridiction de la préfecture de Nyingchi.

## Démographie
La population du district était de 17 347 habitants en 1999.

## Ressources naturelles
C'est dans le district de Mainling, près du village de Pai, que se trouve l'entrée du grand canyon du Yarlung Zangbo a creusé dans sa traversée de l'extrémité orientale de l'Himalaya, avant de rejoindre l'Inde où il prend le nom de Brahmapoutre.